# Petr Lotar
Petr Lotar, vlastním jménem Lothar Chitz (12. února 1910, Praha – 12. července 1986, Ennetbaden, Švýcarsko), byl český herec, překladatel a spisovatel.

## Život
Narodil se v Praze, v německé židovské rodině. Maturoval v roce 1928 na Československé obchodní akademii v Resslově ulici v Praze. V letech 1928–1930 navštěvoval Reinhardtovu dramatickou akademii v Berlíně, v roce 1930 získal angažmá u režiséra Erwina Piscatora v Berlíně. V letech 1931–1932 byl členem městských divadel ve Vratislavi. V roce 1933 hostoval v pražském Národním divadle.
V roce 1933 přišel na základě pozvání režiséra Jana Bora do pražského Městského divadla na Královských Vinohradech, kde působil do roku 1939, kdy odešel před nastupujícím fašismem do Švýcarska. Na Vinohradech vystupoval jako herec především ve hrách režírovaných Janem Borem, Bohušem Stejskalem a Františkem Salzerem. V roce 1937 Petr Lotar režíroval úspěšně na scéně Komorního divadla, které patřilo k Vinohradskému divadlu, hru Modrý pondělek.
Po odchodu do zahraničí přijal v roce 1939 angažmá v Městském divadle v Basileji. V letech 1939–1945 byl hercem a režisérem Spojených městských divadel v Solothurnu a Bielu. Ve Švýcarsku uváděl českou dramatickou tvorbu (Karel Čapek, František Langer, Olga Scheinpflugová, Frank Tetauer aj.) a propagoval českou kulturu v článcích, podepisovaných jménem „Jan Ohneland“.
V roce 1943 uvedl v Londýně hru „Pravda vítězí“ o tragédii Československa.
Tato divadelní hra byla na programu v roce 1945 i v divadle v Solothurnu, v hlavní roli s Petrem Lotarem.
V období války, v letech 1939–1945 spolupracoval s československým odbojem a podílel se na publikační činnosti o situaci v Protektorátu.
Po válce přijížděl do Prahy v letech 1945–1947 jen na krátké návštěvy.
V období 1946–1949 byl dramaturgem v Basileji, kde spolupracoval např. s Maxem Frischem a Friedrichem Dürrenmattem.
Švýcarské státní občanství získal v roce 1948.
Po roce 1950 se věnoval již jen literární tvorbě, publikační činnosti (např. v Neue Zürcher Zeitung vycházela na pokračování studie „Divadlo a drama Čechů“) a vytvořil také téměř 30 rozhlasových a televizních her, překládal též verše (Johann Wolfgang Goethe a Heinrich Heine).

## Vybrané divadelní role a režie
- 1930 F. Seidl: Ztracený syn, Berlín, režie Held
- 1931 P. Raymal: Hrob neznámého vojína, Německé divadlo Moravská Ostrava
- 1931 Fr. Langer: Periférie, Franci, Vratislav nebo Moravská Ostrava, režie Neckam
- 1933 Michail Bulgakov: Bílá garda, kadet Nikolka, Vinohradské divadlo, režie Jan Bor
- 1934 E. Rostand: Orlík, Orlík, Vinohradské divadlo, režie František Hlavatý
- 1934 J. Deval: Modlitba za živé, chlapec s klíčem, Vinohradské divadlo, režie Jan Bor
- 1935 L. Gross, E. Carpentier: Volání ze tmy, Vinohradské divadlo, režie Bohuš Stejskal
- 1935 J. Port, B. Stejskal: České pašije, Jidáš, Vinohradské divadlo, režie Bohuš Stejskal
- 1935 E. O'Neill: Pramen věčného mládí, misionář, Vinohradské divadlo, režie Jan Bor
- 1935 F. Schiller: Marie Stuartovna, Mortimer, Vinohradské divadlo, režie Bohuš Stejskal
- 1936 F. Hebbel: Judita, Vinohradské divadlo, režie Jan Bor
- 1936 M. Rutte: Zamilovaní přátelé, Komorní divadlo, režie B. Stejskal
- 1936 M. Achard: Kokosový ořech, Vinohradské divadlo, režie Gabriel Hart
- 1936 W.Shakespeare: Timón Athénský, Apemantus, Vinohradské divadlo, režie Bohuš Stejskal
- 1937 S. Kingsley: Newyorský přístav, Vinohradské divadlo, režie František Salzer
- 1937 A. Kornejčuk: Zkáza eskadry, kapitán lodi, Vinohradské divadlo, režie Bohuš Stejskal
- 1937 Václav Kliment Klicpera: Rohovín Čtverrohý, Stehlík, Vinohradské divadlo, režie František Salzer
- 1937 P. Corneille: Cid, Král, Vinohradské divadlo, režie Bohuš Stejskal
- 1937 William Shakespeare: Večer tříkrálový aneb Cokoli chcete, Třasořitka, Vinohradské divadlo, režie František Salzer
- 1937 T. Dekker: Modrý pondělek, Komorní divadlo, režie Petr Lotar

## Filmografie
- 1937 Kvočna, role: Jan Průša, režie Hugo Haas
- 1938 Krok do tmy, detektiv, režie Martin Frič
- 1938 Včera neděle byla, Tonda Pírko, režie Walter Schorsch
- 1938 Cech panen kutnohorských, konšel Labuška, režie Otakar Vávra

## Literární tvorba
- 1951 kniha a hra „O smyslu života“ (Vom Sinn des Lebens), napsaná společně s Albertem Schweitzerem
- 1954 drama „Obraz člověka“ (Das Bild des Menschen)
- 1966 drama „Smrt prezidenta“ – odměněna cenou Schillerovy nadace (uvedena v r.1968 i v Brně, v Divadle bratří Mrštíků, překlad Pavel Kohout a František Kafka, režie P. Nebeský)
- 1978 román „Eine Krähe war mit mir“, vyd. DVA, Stuttgart
- 1981 „Eine Krähe war mit mir“ vychází v češtině pod názvem „… domov můj“, vyd. Index, Köln
- 1985 „Das Land, das ich Dir zeige“, vyd. Pendo, Zürich
- 1989 „Das Land, das ich Dir zeige“ vychází v češtině pod názvem „Země, kterou ukáži tobě“, vyd. Index, Köln